# GJ 1151
GJ 1151 (tên chính thức là Gliese 1151) là một ngôi sao loại M nằm cách Trái Đất khoảng 26,2 năm ánh sáng thuộc chòm sao Đại Hùng, nó quá mờ khiến gây khó quan sát bằng mắt thường với độ khiển kiến là 14,0. Ngôi sao này có sẵn một ngoại hành tinh được phát hiện vào năm 2020-2021 bởi Kính viễn vọng không gian Gliese có tên là GJ 1151b.

## Hệ hành tinh
| Thiên thể đồng hành (thứ tự từ ngôi sao ra) | Khối lượng  | Bán trục lớn (AU)        | Chu kỳ quỹ đạo (day)  | Độ lệch tâm | Độ nghiêng | Bán kính           |
| ------------------------------------------- | ----------- | ------------------------ | --------------------- | ----------- | ---------- | ------------------ |
| b                                           | 2.5± 0.5 M🜨 | 0.01735+0.00065 −0.00070 | 2.0183+0.0084 −0.0008 | —           | —          | 1.35+0.53 −0.29 R🜨 |